# عبد الحسين الحياوي
عبد الحسين بن قاعد الواسطي الحيّاوي (1878 - 27 يناير 1927) (1295 - 24 رجب 1345) فقيه جعفري وشاعر عراقي عثماني. ولد في الحي بواسط ونشأ بها. درس في النجف على علمائها حتى برع في الفقه والأصول وبرز فيها عالمًا فقيهًا وأديبًا شاعرًا. اشتغل بالتدريس، واشترك في حلقات الشعر. عاد إلى مسقط رأسه وتصدى للإمامة حتى وفاته. نقل جثمانه إلى النجف ودفن في العتبة العلوية. له ديوان شعر، مفقود.

## سيرته
ولد عبد الحسين بن قاعد الواسطي الحيّاوي سنة 1295 هـ/ 1878 م في منطقة الحي إحدى بلدات واسط في سنجق بغداد من ولاية‌ بغداد العثمانية، ونشأ بها. هاجر إلى النجف فدرس بها، وحضر عند جماعة من العلماء، منهم: محمد كاظم الخراساني، ومحمد كاظم اليزدي، وعلي الجواهري، وغيرهم حتى نال مرتبة الفقاهة.

اشتغل بالتدريس العلوم الإسلامية والأدبية، فتخرج على يديه جملة من الطلبة، منهم: حمزة قفطان وسلمان الأنباري وعبد الحسين إبراهيم صادق. ثم رجع إلى مسقط رأسه عالمًا ومرشدًا. عرف عنه كثرة علومها ومنها العلوم الغريبة، والهندسة، والهيئة القديمة وعلم الفلك. 

توفي عبد الحسين الحياوي يوم 24 رجب 1345/ 27 يناير 1927 في مسقط رأسه. نقل جثمانه إلى النجف ودفن في العتبة العلوية. 

## أدبه
برز في النجف عالمًا فقيهًا، وأديبًا شاعرًا، ونال شهرة أدبية واسعة لكثرة مشاركاته في المجالس الأدبية، ولِمستواه الشعري،  «كان خفيف الروح مليح النكتة، متمكن في النظم والشعر.»
 جاء في معجم البابطين عنه «ما بقي من شعره تشغل فيه مراثي أهل البيت ومدائحهم المكان الأول تجويدًا، وامتداد نفس، وله في التقريظ والغزل الرمزي.» من شعره «قيد الهوى»:

## وصلات خارجية
- في بوابة الشعراء